# Spaniens Grand Prix 1986
Spaniens Grand Prix 1986 var det andra av 16 lopp ingående i formel 1-VM 1986. Detta var det första av fem grand prix som kördes i Jerez de la Frontera. 

## Resultat
1. Ayrton Senna, Lotus-Renault, 9 poäng
2. Nigel Mansell, Williams-Honda, 6
3. Alain Prost, McLaren-TAG, 4
4. Keke Rosberg, McLaren-TAG, 3
5. Teo Fabi, Benetton-BMW, 2
6. Gerhard Berger, Benetton-BMW, 1
7. Thierry Boutsen, Arrows-BMW
8. Patrick Tambay, Team Haas (Lola-Hart)

### Förare som bröt loppet
- Johnny Dumfries, Lotus-Renault (varv 52, växellåda)
- Martin Brundle, Tyrrell-Renault (41, motor)
- Jacques Laffite, Ligier-Renault (40, bakaxel)
- Marc Surer, Arrows-BMW (39, bränslesystem)
- Nelson Piquet, Williams-Honda (39, motor)
- Elio de Angelis, Brabham-BMW (29, växellåda)
- René Arnoux, Ligier-Renault (29, bakaxel)
- Michele Alboreto, Ferrari (22, hjullager)
- Philippe Streiff, Tyrrell-Renault (22, motor)
- Christian Danner, Osella-Alfa Romeo (14, motor)
- Stefan "Lill-Lövis" Johansson, Ferrari (11, bromsar)
- Piercarlo Ghinzani, Osella-Alfa Romeo (10, motor)
- Riccardo Patrese, Brabham-BMW (8, växellåda)
- Andrea de Cesaris, Minardi-Motori Moderni (1, differential)
- Jonathan Palmer, Zakspeed (0, kollision)
- Alan Jones, Team Haas (Lola-Hart) (0, kollision)
- Alessandro Nannini, Minardi-Motori Moderni (0, differential)